# Marta Ugarte
Marta Lidia Ugarte Román (29 de julio de 1934 - probablemente el 9 de septiembre de 1976) fue una militante comunista y profesora chilena, detenida desaparecida y asesinada por la Dirección de Inteligencia Nacional (DINA) durante la dictadura militar de Augusto Pinochet.
Su cadáver, torturado y quemado, fue arrojado al mar dentro de un saco desde un helicóptero, apareciendo en la playa de La Ballena, a 180 km al norte de Santiago de Chile, donde fue reportado por la prensa nacional desconociendo u ocultando su identidad. Fue la primera víctima confirmada durante la dictadura. Miembro del Comité Central del Partido Comunista de Chile (PCCh), Marta Ugarte ejerció el cargo de Encargada Nacional de Educación de su partido durante el gobierno de Salvador Allende.

## Biografía
Marta Lidia Ugarte Román nació el 29 de julio de 1934 en Santiago. Fue hija del obrero Enrique Ugarte y de la tejedora y bordadora Lidia Román. Tenía dos hermanas, Hilda Eliana y Berta.
Fue profesora y modista. Militó en el Partido Comunista de Chile y fue miembro de su Comité Central.
De 1970 a 1973, fue secretaria de la diputada Mireya Baltra y Encargada de Educación del mismo partido. Además fue jefa provincial en Santiago de la Junta de Abastecimientos y Precios (JAP) de DIRINCO durante el gobierno de Salvador Allende. Tras el golpe de Estado de 1973, debió pasar a la clandestinidad.

## Desaparición
El 9 de agosto de 1976, una de sus hermanas la vio cuando era sacada de su casa por personal de la Policía de Investigaciones. Tras las indagaciones por cuarteles, nunca se reconoció su arresto por parte de las autoridades. El 16 de agosto de 1976 se interpuso un recurso de amparo a favor de Marta Lidia Ugarte Román, con el rol 761-76, el cual, sin embargo, no fue acogido ni por la Corte de Apelaciones ni la Corte Suprema de Justicia. El propio presidente de la Corte Suprema negó su ayuda con el pretexto de que el Servicio de Inteligencia había comunicado que no existía ninguna persona detenida con el nombre de Marta Ugarte. A pesar de esto los familiares presentaron una demanda por presunto secuestro al Juzgado del Crimen de San Miguel. 

## Tortura y muerte
Según el informe de la Comisión Nacional de Verdad y Reconciliación se determinó que permaneció recluida en el sector denominado «La Torre» en el centro de Detención de Villa Grimaldi. En crueles torturas su cuerpo fue quemado y sus uñas arrancadas. De Villa Grimaldi, fue trasladada al centro de detención Peldehue, donde, por orden del Coronel Germán Barriga, debería ser asesinada por medio de una inyección que el doctor Osvaldo Pincetti debía colocarle.

«La inyección que el doctor Pincetti le puso a Marta Ugarte parece que no la dejó totalmente muerta o adormecida. Nos percatamos que, al momento de ensacarla, todavía se seguía moviendo (...) Todos estábamos ahora apurados porque el helicóptero venía. Entonces abrimos el saco, cortamos uno de los alambres que ataban el trozo de riel al cuerpo de la dirigente comunista y la ahorcamos con él. No se movió más. Después amarramos nuevamente el saco con el mismo alambre. Llegó el helicóptero Puma del Ejército. Y Barriga ordenó subir los cuerpos a bordo»
Agente de la Dina iniciales E.V.T

Ante el apuro por ejecutar la misión o la posibilidad que haya quedado viva, el riel que iba en el saco se soltó, lo que permitió que su cuerpo, a diferencia de los demás, flotara hasta la costa.

## Hallazgo y montaje periodístico
El 12 de septiembre de 1976, el cuerpo de Marta Ugarte apareció en la playa La Ballena, en la localidad de Los Molles. La prensa nacional publicó la noticia del asesinato de una joven y hermosa mujer, presumiblemente debido a un asunto pasional, y cuyo cuerpo había sido hallado por un pescador.
En el documental El diario de Agustín (2008) se demuestra que su tortura y asesinato por parte de la DINA fue ocultado por la prensa chilena, a través de un montaje periodístico. Los periódicos El Mercurio, La Tercera y La Segunda describieron a la víctima como una bella joven, muerta producto de un crimen pasional. La periodista que redactó la nota de prensa para El Mercurio, Beatriz Undurraga, fue entrevistada en dicho documental, afirmando que calificó de «joven» a la víctima porque así le había parecido al encontrar su cuerpo, que en realidad estaba muy delgado. No obstante, su nota de prensa, al igual que las de los demás periódicos, establecía específicamente que la edad de la víctima era de 23 años, mientras que Marta Ugarte en realidad tenía 42.
Su cuerpo fue identificado finalmente el 23 de septiembre del 1976 por sus hermanas, que pidieron ver el cadáver de la mujer encontrado en la playa, y confirmado con un análisis dental hecho el 27 de septiembre de 1976 por Luis Ciocca Gómez, entonces dentista de Marta Ugarte y hoy odontólogo forense, prefesor emérito de la Universidad de Chile.
Sus hermanas notaron que "su brazo izquierdo, desgarrado por un corvo, apenas se sostenía en su sitio, que las manos no tenían uñas y que le faltaba una parte de la lengua". Según la autopsia su muerte fue a consecuencia de las torturas, sufrió en vida "una luxo fractura de columna, traumatismo tóraco abdominal con fracturas costales múltiples, ruptura y estallido del hígado y del bazo, luxación de ambos hombros y cadera, y una fractura doble en el antebrazo derecho, habiendo fallecido el 9 de septiembre de 1976".

## Causa judicial
En 2016, el ministro en visita extraordinaria para causas por violaciones a los derechos humanos de la Corte de Apelaciones de Santiago, Miguel Vázquez Plaza, dictó una sentencia condenatoria contra 28 personas por los crímenes cometidos contra Ugarte. Los condenados incluían a exagentes de la DINA y a expilotos del Comando Aéreo del Ejército, mientras que los delitos acreditados consistieron en homicidio calificado y secuestro simple. Las penas fueron entre 12 años y 61 días de cárcel. Dos años después, la Corte de Apelaciones de Santiago rechazó los recursos de casación interpuestos en contra de la sentencia. En tanto, acogió algunos recursos de apelación, modificando la calificación del secuestro de simple a calificado, aumentando algunas penas y absolviendo a cinco de los condenados. En 2021, la Corte Suprema rechazó los recursos de casación de los imputados y confirmó sus condenas.
En relación con la responsabilidad civil del Estado de Chile, la sentencia condenó al Fisco a pagar una indemnización de 100 millones de pesos a Hilda y Berta Ugarte, hermanas de la víctima.

## Homenajes

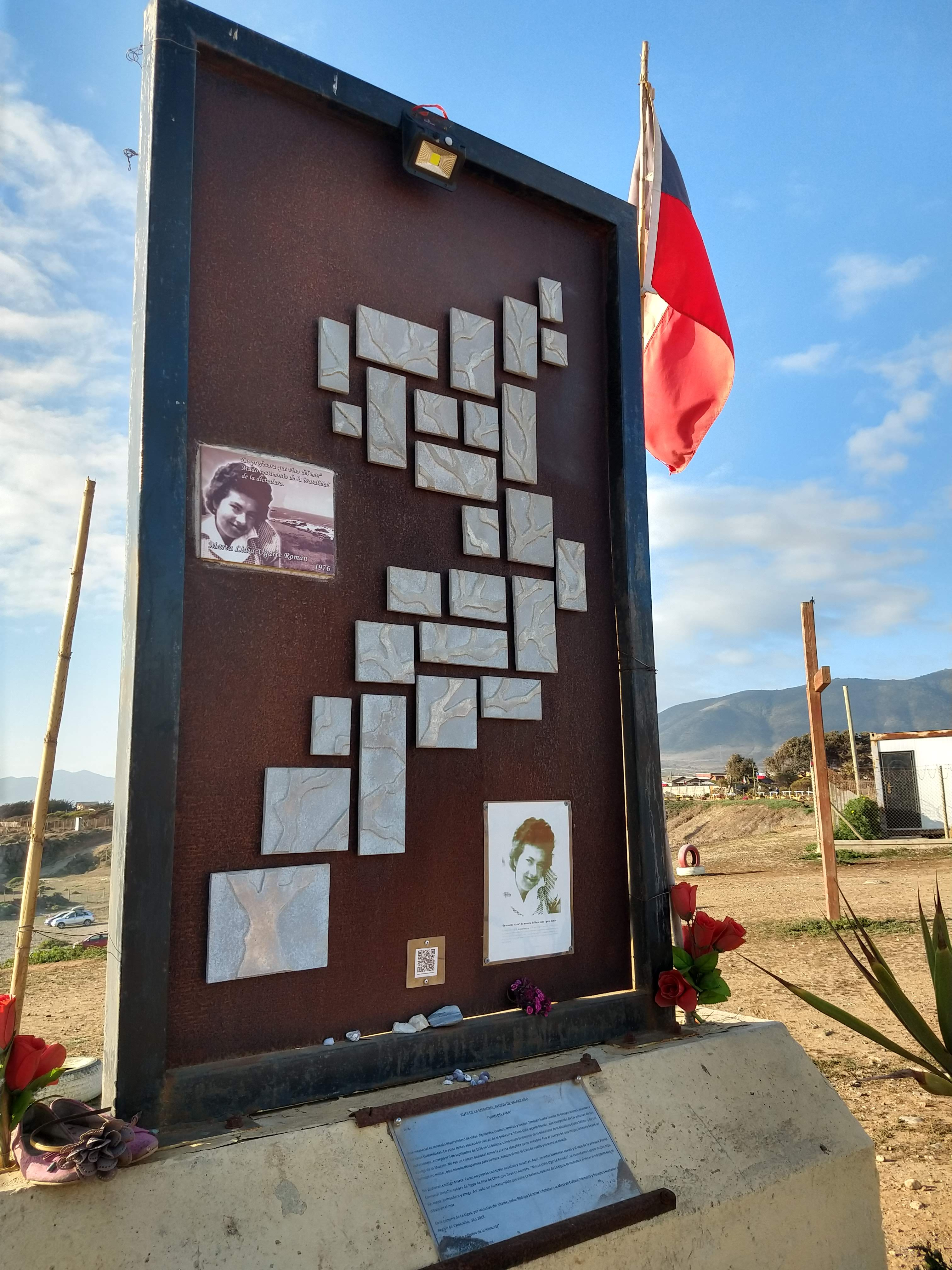
Memorial en balneario La Ballena en homenaje a Marta Ugarte, Detenida Desaparecida y lanzada al mar, cuyo cuerpo llegó a las orillas de esta playa, dejando al descubierto el destino de muchas personas asesinadas por la dictadura cívico militar.

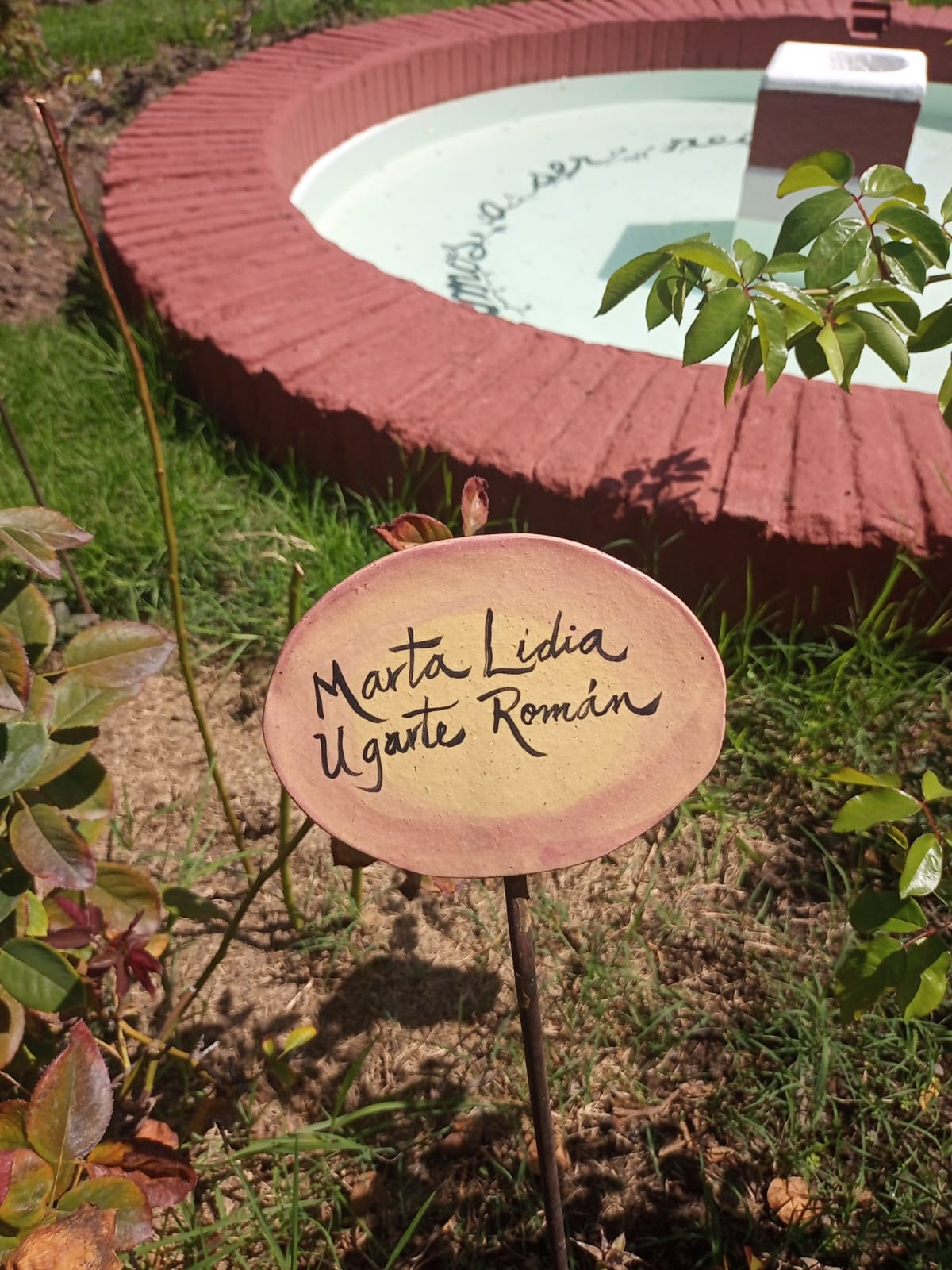
Rosal en el Parque Villa Grimaldi en su recuerdo

- El director de cine chileno Patricio Guzmán realizó filmaciones en el Parque por la Paz Villa Grimaldi para reconstituir los pasos que vivió Marta Ugarte y plasmarla en el documental El botón de nácar.[20][21]

- Patricio Manns, junto a Manuel Meriño, compuso la canción "Vino del mar" en homenaje a Marta Ugarte Román, la que ha sido interpretada por el grupo Inti-Illimani.[22]
- En abril del 2018, se inauguró un memorial en su honor en la playa donde fue encontrado su cuerpo.[23]
- En octubre del 2020 se estrenó a través de la Corporación Cultural Quilicura la obra de teatro "Oleaje", dirigida por Constanza Thümler y Angelo Olivier, con Rodrigo Morales como dramaturgo, que aborda el caso de la militante comunista apresada en 1976 y arrojada al mar desde un helicóptero. El elenco reunió a las actrices Tamara Acosta, Paula Zúñiga, Trinidad González, Francisca Márquez y Alexandra von Hümmel.[24]
- El 31 de diciembre de 2024, la Ilustre Municipalidad de Quinta Normal oficializó el cambio de nombre de su biblioteca pública, la cual pasó a llamarse Biblioteca pública profesora Marta Ugarte Román de Quinta Normal en homenaje a quién creció y estudió en la comuna, primero en la Escuela Normal Santa Teresa y posteriormente en la Escuela superior Nº127. Este homenaje fue realizado por la alcaldesa Karina Delfino reafirmando su compromiso con la educación, la cultura y los Derechos Humanos.[25]
- Canción "Marta Ugarte se queda" de Sergio Ortega